# Moara de aburi din Gura Bîcului
Moară de aburi este o moară amplasată în Gura Bîcului, raionul Anenii Noi, Republica Moldova. Este un monument istoric de importanță națională inclus în Registrul monumentelor Republicii Moldova ocrotite de stat cu nr. 96 (raionul Anenii Noi). Datează de la înc. sec. XX.